# Кладбище советских солдат (Вроцлав)
Кладбище советских солдат во Вроцлаве Сковроня Гура (польск. Cmentarz Żołnierzy Radzieckich na Skowroniej Górze) — кладбище во Вроцлаве, на котором похоронены около 7,5 тысяч солдат Красной Армии, погибших в 1945 при штурме Бреслау. В старых документах указано, что кладбище находится по адресу: «Польша, Вроцлавское воеводство, Вроцлав, р-н Кшики, ул. Армии Червоной».
Кладбище было основано в 1945 году как одно из восьми мест временного захоронения павших воинов. Позднее, в 1947—1948 годах, сюда были перенесены останки из других семи таких же временных кладбищ.
Кладбище состоит из четырех полей, разделенных на 30 меньших. Меньшие поля содержат по 12 братских могил.
Кладбище советских офицеров расположено в другой части города (около 15 минут на велосипеде).
Состав частей Красной армии — участников осады и штурма города Бреслау.
22-й Стрелковый корпус (22 ск), в составе:
- 112-я «Рыльско-Коростеньская» Стрелковая дивизия (112 сд)
- 135-я «Краковская» Стрелковая дивизия (135 сд)
- 181-я «Сталинградская» Стрелковая дивизия (181 сд)
- 273-я «Бежицкая» Стрелковая дивизия (273 сд)

74-й Стрелковый корпус (74 ск), в составе:
- 218-я «Ромодано-Киевская» Стрелковая дивизия (218 сд)
- 294-я «Черкасская» Стрелковая дивизия (294 сд)
- 309-я «Пирятинская» Стрелковая дивизия (309 сд)
- 359-я «Ярцевская» Стрелковая дивизия (359 сд)

Огнеметные части:
- 22-й Отдельный огнемётный батальон (22 ооб)
- 25-й Отдельный огнемётный батальон (25 ооб)
- 37-й Отдельный батальон ранцевых огнемётов (37 обро)
- 46-й Отдельный батальон ранцевых огнемётов (46 обро)
- 47-й «Келецкий» Отдельный батальон ранцевых огнемётов (47 обро)

Инженерно-саперные части:
- 62-я «Никопольская» Отдельная инженерно-саперная бригада (62 оисбр)
- 240-й «Киевско-Келецкий» Инженерно-саперный батальон (240 исб (53 оисбр))
- 34-й Отдельный батальон электрозаграждений (34 обэз)

Танковые части, в составе:
- 87-й «Бобруйский» Отдельный Гвардейский тяжелый танковый полк (87 гв. ттп)
- 222-й «Ропшинский» Отдельный танковый полк (222 отп)
- 349-й «Львовский» Гвардейский тяжелый самоходный артиллерийский полк (349 гв. тсап)
- 374-й «Остропольский» Гвардейский тяжелый самоходный артиллерийский полк (374 гв. тсап)

В список не включены части артиллерии, ПВО и артиллерии РГК.

## Литература